# 대한민국 형사소송법 제307조
대한민국 형사소송법 제307조는 증거재판주의에 대한 형사소송법의 조문이다.
[본조신설 2007.6.1.]

## 조문
제307조(증거재판주의) ① 사실의 인정은 증거에 의하여야 한다.
②범죄사실의 인정은 합리적인 의심이 없는 정도의 증명에 이르러야 한다.
[전문개정 2007.6.1.]

Article 307 (Evidence based Trial) (1) Fact finding must be based on evidence. (2) The admission of guilt must be proven beyond reasonable doubt.

## 해설
1항의 취지는 법관의 자의에 의한 사실인정을 배제하고 증거에 의한 재판을 하고자 함이다. 2항은 형사절차의 엄격한 증명의 기준을 요구하고 있다. 1항의 '사실'이란 범죄사실 등 합리적 의심의 기준을 넘는 엄격한 증명을 요하는 사실을 의미한다.

## 참고 문헌
- 손동권 신이철, 새로운 형사소송법(초판, 2013), 세창, 2013. ISBN 9788984114081

## 같이 보기
- 증거법
- 합리적 의심
- 증명
- 증명력